# Ray Rice
Pour les personnes ayant le même patronyme, voir Rice.
(en) Statistiques sur pro-football-reference
Raymell « Ray » Rice, né le 22 janvier 1987 à Nouvelle-Rochelle (New York), est un joueur américain de football américain évoluant au poste de running back.

## Biographie

### Carrière universitaire
Étudiant à l'Université Rutgers, il a joué pour les Scarlet Knights de Rutgers.

### Carrière professionnelle
Il est drafté en 2008 à la 55e place (deuxième tour) par les Ravens de Baltimore. Il signe un contrat de quatre années pour 2,805 millions de dollars avec 1,1 million de bonus à la signature.
Après une première saison où il est utilisé principalement comme deuxième running back derrière Willis McGahee, il est titularisé à partir de la saison 2009. Cette année-là, il court pour 1339 yards et 7 touchdowns et reçoit 702 yards pour 1 touchdown, lui valant une double sélection tant au Pro Bowl qu'au All-Pro. En play-offs, au cours du match de wild-card face aux Patriots de la Nouvelle-Angleterre, il inscrit le plus long touchdown de sa carrière et réalise la deuxième plus longue course de l'histoire des play-offs en courant 83 yards dès le premier jeu offensif des Ravens.
Sa saison 2010 est moins productive, terminant avec tout de même 1220 yards à la course, 556 à la réception et 6 touchdowns inscrits, dont 5 au sol.
Il réalise sa meilleure saison jusqu'à aujourd'hui en 2011, où, toujours titulaire, il court pour 1364 yards et 12 touchdowns, et réceptionne 704 yards pour 3 touchdowns. Cela lui vaut sa deuxième nomination au Pro Bowl et au All Pro.
Avant la saison 2012, il signe un nouveau contrat de 5 ans pour 35 millions de dollars avec les Ravens. Cette saison-là est une consécration, et bien que ses statistiques soient moins bonnes que l'année précédente (1143 yards et 9 touchdowns à la course, 478 yards et 1 touchdown à la réception) il est l'une des armes qui permettent aux Ravens de remporter le Super Bowl XLVII face aux 49ers de San Francisco. Il est également sélectionné pour son troisième Pro Bowl.
À la suite d'une violente altercation avec sa petite-amie le 15 février 2014 dans un ascenseur d'un casino-hôtel d'Atlantic City, Rice est suspendu deux matchs. Il est suspendu à vie lorsque la vidéo de l'altercation est rendue publique par le site TMZ. La révélation de cette vidéo et la faiblesse de la sanction initiale provoquent un scandale aux États-Unis.